# أليخاندرو رودريغيز لويس
أليخاندرو رودريغيز لويس (بالإسبانية: Alejandro Rodríguez Luis)‏ هو سياسي مكسيكي، ولد في 23 يناير 1957 في ولاية خاليسكو في المكسيك. حزبياً، نشط في Ecologist Green Party of Mexico ‏. وقد انتخب عضو مجلس النواب المكسيك.